# اتفاق بريتوريا

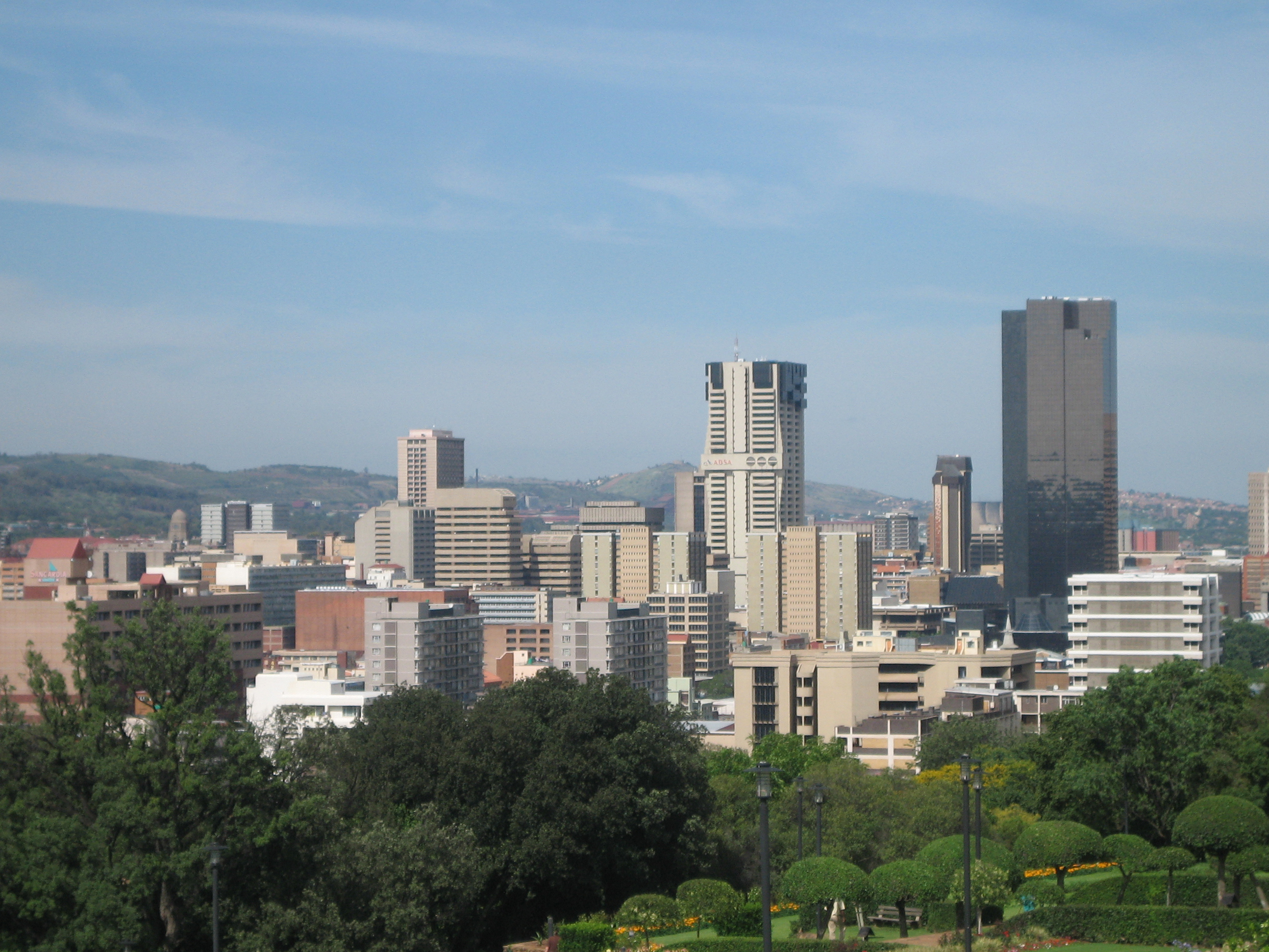
بريتوريا

اتفاق بريتوريا، هو اتفاق بين رواندا وجمهورية الكونغو الديمقراطية في محاولة لإنهاء حرب الكونغو الثانية في يوليو 2002. وافقت رواندا على انسحاب ما يقدر بنحو 20 ألف جندى رواندى من جمهورية الكونغو الديمقراطية في مقابل التزام دولى بنزع سلاح ميليشيا الهوتو انتراهاموى ومقاتلى القوات المسلحة الرواندية السابقة.
وعقدت المحادثات في بريتوريا بجنوب إفريقيا واستمرت خمسة أيام.

## روابط خارجية
- النص الكامل لاتفاق بريتوريا